# Komitat Komorn
Das Komitat Komárom, auch Komitat Komorn genannt (deutsch auch Komorner Gespanschaft; ungarisch Komárom vármegye, lateinisch comitatus Comaromiensis, slowakisch Komárňanská župa/stolica oder Komárňanský komitát), war eine Verwaltungseinheit im Nordwesten des Königreichs Ungarn. Verwaltungssitz war Komárom (Komorn, heute zwischen Ungarn und der Slowakei geteilt: slowakisch Komárno).

## Lage

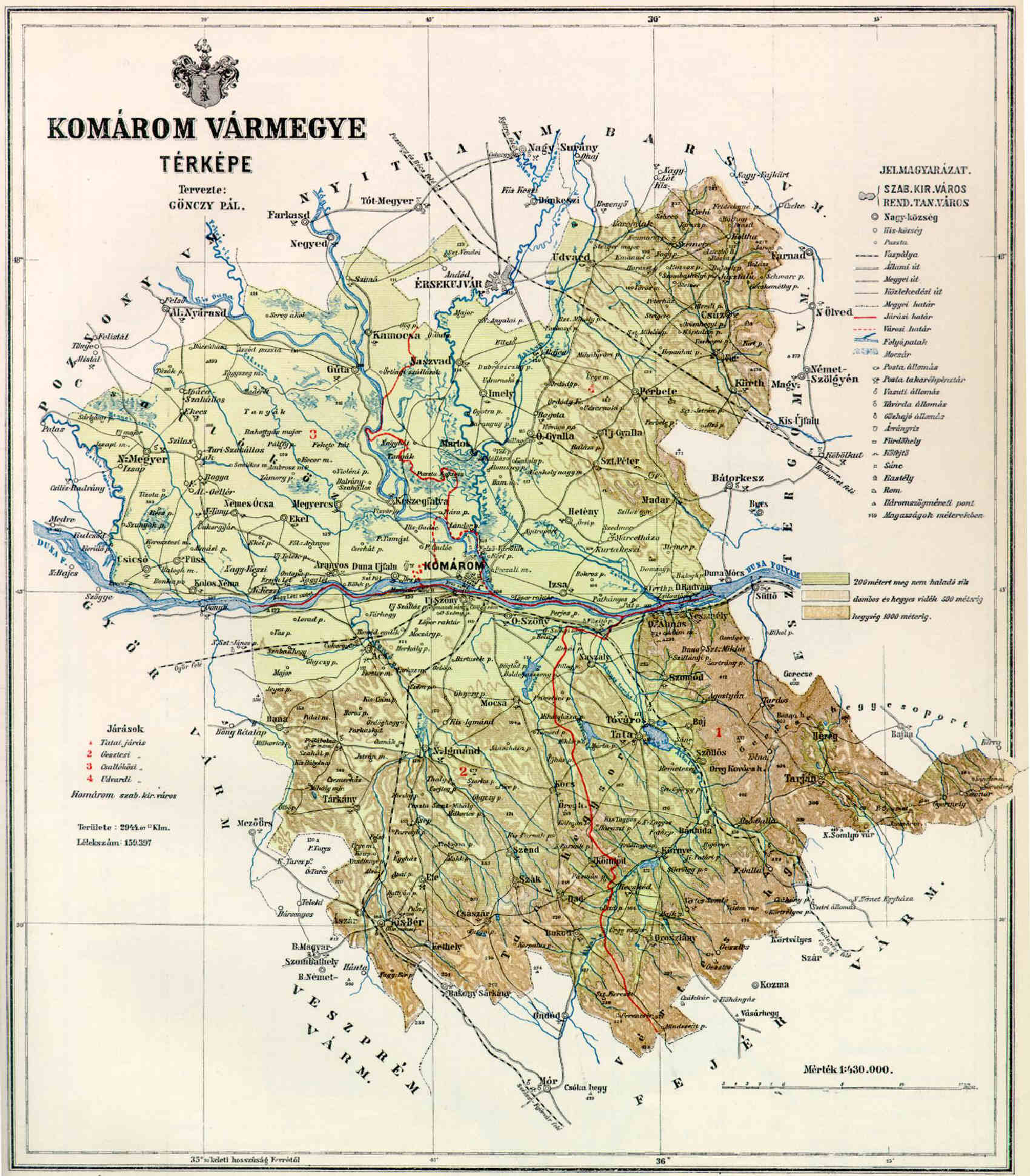
Karte des Komitats Komárom um 1890

Das Komitat grenzte im Norden an das Komitat Neutra (Nyitra), im Nordosten an das Komitat Bars, im Osten an das Komitat Gran (Esztergom), im Südosten auf einem kurzen Stück an das Komitat Pest-Pilis-Solt-Kiskun, im Süden an das Komitat Weißenburg (Fejér), im Südwesten an das Komitat Wesprim (Veszprém), im Westen an das Komitat Raab (Győr) und im Nordwesten an das Komitat Pressburg (Pozsony).
Es lag also zu beiden Seiten der Donau etwa zur Hälfte in der heutigen Südslowakei und im heutigen nordwestlichen Ungarn.
Die Flüsse Donau, Waag und Nitra durchflossen das Gebiet, und 1910 hatte es 201.850 Einwohner auf einer Fläche von 2843 km².

## Verwaltungssitze
Der ursprüngliche Sitz der Verwaltung war die Festung Komorn, später dann die Stadt Komorn (ungarisch Komárom, slowakisch Komárno).

## Geschichte
Das Komitat entstand im 11. Jahrhundert als eines der ersten im Königreich Ungarn. Es hatte sein Territorium zirka in einem Umkreis von 20 Kilometern um die Stadt Komorn.
Im 16. und 17. Jahrhundert was er das Ziel häufiger türkischer Angriffe, dank der guten Befestigung der Stadt Komorn wurde es aber nie dauerhaft erobert. 1785–1790 wurde es vorübergehend mit dem Komitat Gran (Esztergom) zum Komitat Komárom-Esztergom vereinigt und 1849–1859 vorübergehend um die Gebiete des Komitats Gran nördlich der Donau sowie um Teile des Komitats Raab (Győr) erweitert.
Ende 1918 wurde der Teil des Komitats nördlich der Donau von tschechoslowakischen Truppen besetzt und kam durch den Vertrag von Trianon 1920 zur neu entstandenen Tschechoslowakei. Der südliche Teil des ehemaligen Komitats verblieb bei Ungarn und bildete mit dem südlichen Teil des Komitats Gran (ungarisch Esztergom) das Komitat Komárom-Esztergom.
Infolge des Ersten Wiener Schiedsspruchs kam der südliche Teil der Slowakei, der an Ungarn grenzte 1938 erneut zu Ungarn. Daraufhin wurde in das Komitat Komárom wiederhergestellt, zum ursprünglichen Gebiet kam jedoch noch ein Großteil der Schüttinsel dazu.
Nach dem Ende des Zweiten Weltkriegs wurden die Grenzen von 1938 wiederhergestellt, das Gebiet des ehemaligen Komitats war also zwischen der Tschechoslowakei und Ungarn geteilt. Der Teil auf dem Gebiet Ungarns wurde aber nicht wieder zurückbenannt, sondern hieß nach der Komitatsreform 1950 weiterhin Komitat Komárom. Erst 1992 wurde das Komitat in Komárom-Esztergom umbenannt. Der ehemalige Komitatsteil nördlich der Donau gehört seit 1993 zur eigenständigen Slowakei und ist seit 1996 Teil des Landschaftsverbands Neutra (Nitriansky kraj). Der heutige Bezirk/Kreis Komárno ist größtenteils mit dem nördlichen Teil des ehemaligen Komitats identisch.
Das Gebiet des Komitats wurde in der Tschechoslowakei bzw. Slowakei chronologisch wie folgt administrativ eingegliedert:
- 1918–1922: Komárňanská župa (Komorner Gespanschaft), CS
- 1923–1928: Nitrianska župa (Neutraer Gespanschaft) + Bratislavská župa (Pressburger Gespanschaft), CS
- 1928–1938: "Slovenská krajina/zem" (Slowakisches Land), CS
- 1938–1945: Bestandteil Ungarns
- 1945–1948: Slovenská krajina (Slowakisches Land), CS
- 1949–1960: Nitriansky kraj (Landschaftsverband Neutra) + Bratislavský kraj (Landschaftsverband Pressburg) – mit den heutigen nicht zu verwechseln, CS
- 1960–1990: Západoslovenský kraj (Westslowakei/Landschaftsverband Westslowakei), CS und SK
- seit 1996: Nitriansky kraj (Landschaftsverband Neutra), SK

## Bezirksunterteilung

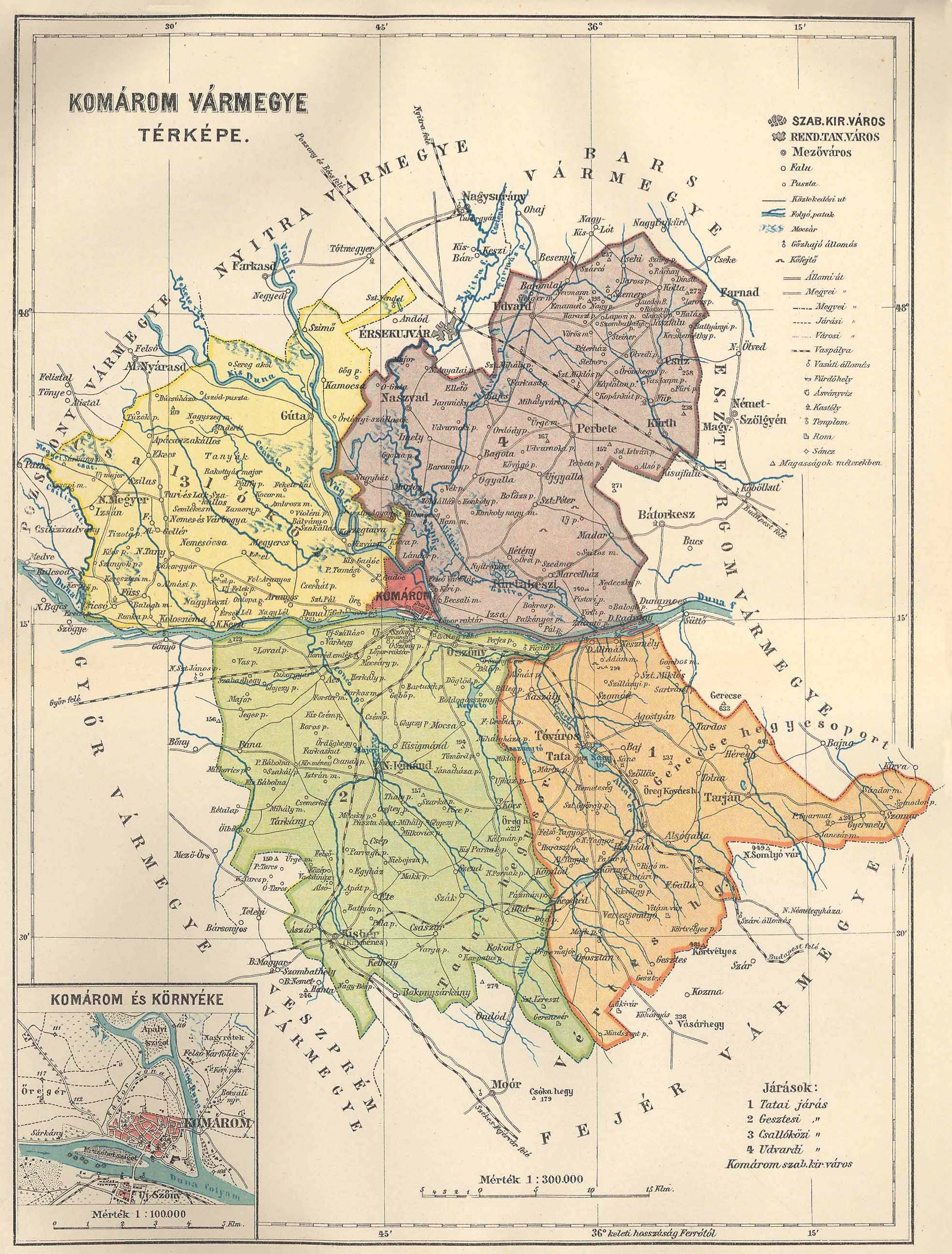
Karte der Stuhlbezirke

Im frühen 20. Jahrhundert bestanden folgende Stuhlbezirke (meist nach dem Namen des Verwaltungssitzes benannt):
| Stuhlbezirke (járások)                    | Stuhlbezirke (járások)          |
| Stuhlbezirk                               | Verwaltungssitz                 |
| ----------------------------------------- | ------------------------------- |
| Csallóköz („Große Schüttinsel“)           | Nemesócsa, heute Zemianska Olča |
| Udvard, heute Dvory nad Žitavou           | Ógyalla, heute Hurbanovo        |
| Gesztes, heute Várgesztes                 | Nagyigmánd                      |
| Tata                                      | Tata                            |
| Stadtbezirk (rendezett tanácsú város)     |                                 |
| Komárom, heute geteilt (Komárom, Komárno) |                                 |

Komorn (teilweise), Zemianska Olča, Dvory nad Žitavou und Hurbanovo liegen in der heutigen Slowakei, die anderen Bezirke in Ungarn.